# Piper samanense
Piper samanense är en pepparväxtart som beskrevs av Ignatz Urban. Piper samanense ingår i släktet Piper och familjen pepparväxter. Inga underarter finns listade i Catalogue of Life.